# Bram de Groot
Bram de Groot (født 18. december 1974 i Alkmaar) er en tidligere professionel hollandsk landevejscykelrytter.